# Heerlijkheid Boxmeer
De heerlijkheid Boxmeer was van 1269 tot 1797 een vrije en allodiale hoge heerlijkheid onder één heer. Het maakte geen deel uit van de Republiek der Zeven Verenigde Provinciën. De heerlijkheid Boxmeer is gelegen aan een oude Maasarm.

## Geschiedenis

### Oorsprong
Over het ontstaan van de heerlijkheid Boxmeer/Meer vóór het midden van de dertiende eeuw zijn geen geschreven bronnen bekend. Diverse theorieën zijn in omloop. Vanaf het midden van de dertiende eeuw is een duidelijke invloed op Meer vanuit het Gelderse aantoonbaar.
Oorspronkelijk was Boxmeer, onder de naam Meer, bezit van de heren van Cuijk. Tussen 1294 en 1308 verkocht Jan I van Cuijk de heerlijkheid vermoedelijk aan Jan Boc van Mere.
De eerste heren van Meer stonden te boek als leenheer en raadsman voor Gelre. Het Boxmeerse kasteel was een allodiaal goed. De schrijfwijze van Meer, Mere, Bocmeer, Boxmeer was in die periode nog verschillend. Op oude landkaarten van onder meer cartograaf Jacob van Deventer ca. 1550 staat de plaatsnaam Meer.
Aan het einde van de dertiende eeuw werd de soevereine heerlijkheid Meer genaamd en gevormd uit het huidige dorp Boxmeer, St. Anthonis (toentertijd Oelbroek geheten), Half-Sambeek en weidegebieden onder Afferden en Heijen over de Maas. Het gebied strekte tot in de Peel . De heerlijkheid besloeg toen ongeveer 25 vierkante kilometer.
Vanaf 1380 werd de naam Bocmeer/Boxmeer gebruikt om Mere en Meer van andere plaatsen te onderscheiden. Aan een oorkonde uit 1377 van de schepenen van Mere hangt een zegel met een bok.
Het wapen van geslacht Boc Van Mere voert daarentegen een staande leeuw omzoomd met verticale balkjes, blijkens een oorkonde uit 1302. Het oude wapen van Sambeek voert in het linker veld de leeuw van het geslacht Boc van Mere. Half-Sambeek behoorde destijds voor de helft tot de vrije heerlijkheid Boxmeer en voor de andere helft bij de heren van Kuyc. De gepresenteerde kleuren zijn de originele uit de 14e eeuw.

Heraldisch linker veld met leeuw is het wapen van Boc van Mere, heraldisch rechter veld is het wapen van de heren van Kuyc

Het wapen werd aanwijsbaar in 1369 door de schepenen van Sambeek gebruikt.
Vanaf 1361 kende het geslacht Boc van Mere enkel vrouwelijke nazaten; dit blokkeerde de overgang in de rechte lijn. De opvolgende heren van Boxmeer uit het geslacht Culemborg gebruikten evenzo het oude familiewapen met leeuw van Jan Boc van Mere en zij namen de heerschappij vanaf 1361 van de heren Boc van Mere over.
In 1367 kwam het kasteel van Boxmeer en het omliggende land, na een verloren oorlog, in handen van het hertogdom Brabant. Er was sprake van een beperkte Brabantse leenverheffing van het huis of de burcht Boxmeer. Er ontstond daardoor een persoonlijk servituut ("personeele servituit") van de burcht ten gunste van Brabant. Een tweede belening volgde in 1517. Het kasteel Boxmeer werd bij de heren van Boxmeer van de hertog van Brabant in leen gehouden, een beperking van het allodium.
Rond 1545 kwam de heerlijkheid Boxmeer, Haps en Halfsambeek met alle rechten te ressorteren aan graaf Oswald II van den Bergh onder het voorbehoud dat de hertog van Brabant wel "guarnisoen op het casteel self" mocht houden. Oswald II betaalde daarvoor een hoge schadevergoeding. Maria van Hongarije berustte in 1545 erin dat Boxmeer het "ius supremum Dominum" heeft.

### Tachtigjarige Oorlog
Na de dood van graaf Oswald II in 1546 ontstond een strijd om Boxmeer tussen graaf Frederik van den Bergh en graaf Willem IV van den Bergh. Boxmeer stond wisselend aan Staatse en Spaanse zijde. De rechten op de heerlijkheid Boxmeer werden in 1598 aan graaf Frederik van den Bergh (1559-1618) toegewezen en door deze in 1600 in leen verkregen.
Volgens gerichtschrijver Christiaan Crouwers was Boxmeer in 1615 onafhankelijk en had de vrijheer van Boxmeer altijd "hoege en leghe jurisdictien, soe in civile als criminele saecken". In de periode 1627-1689 verdedigden graaf Albert van den Bergh en gravin Madeleine de Cusance de soevereine rechten van de vrije heerlijkheid Boxmeer tegen Brussel en Den Haag. Bij de Vrede van Münster (1648) werden de soevereine rechten herbevestigd.
Graaf Oswald III van den Bergh was de laatste heer uit het geslacht Van den Bergh in Boxmeer. In 1674 nam hij het graafschap Bergh zonder toestemming van zijn moeder in bezit. Zijn moeder Madeleine de Cusance genoot tot aan haar dood in 1689 het vruchtgebruik over Boxmeer.
Na het overlijden in 1712 van graaf Oswald III van den Bergh liet de weduwe gravin Maria Leopoldina Catharina van den Bergh van Oostfriesland-Rietberg zich inhuldigen als vrouwe van de vrijheerlijheid Boxmeer, St. Anthonis en Half-Sambeek. Tot 1712 hebben de graven Van den Bergh de heerlijkheid Boxmeer van het hertogdom Brabant in leen gehouden. In 1713 werd Meinrad II van Hohenzollern-Sigmaringen en graaf zu Sigmaringen en Haigerloch door het Leenhof van Brussel beleend met Boxmeer namens zijn zoon Frans Willem van Hohenzollern-Sigmaringen. Tevens werd van het Cuijkse leenhof Haps en Half-Sambeek ontvangen. Graaf Frans Willem noemde zich "Vrijheer tot Boxmeer".
In 1748 werd door de drost Leopoldus Franciscus de Raet (1716-1797) van Boxmeer inmenging door de Staten-Generaal resoluut afgewezen: "Boxmeer was van onverdenkelijke tijden eene vrije en independente heerlijkheit geweest".

### Franse tijd
Met de inval van de Franse revolutionaire troepen in 1794 werd bij proclamatie van 21 oktober 1794 Boxmeer ingelijfd bij Frankrijk en onder voorlopig Frans militair bestuur geplaatst. Op 18 december 1797 werd Boxmeer geplaatst onder het Provisioneel bestuur van de overheerde landen tussen Maas en Rijn en tussen Rijn en Moezel. De domeingoederen werden verbeurdverklaard en de heer van Boxmeer werd door Frankrijk van zijn soeverein gezag over Boxmeer vervallen verklaard. Op 23 januari 1798 werd Boxmeer toegevoegd aan het Roerdepartement als deel van het arrondissement Kleef; in eerste instantie als kanton Gemert en Boxmeer en vanaf 15 juni 1798 als deel van het kanton Goch.
Op 5 januari 1800 werd Boxmeer - tegelijk met andere gebieden in het Brabantse - bij verdrag door Frankrijk verkocht aan de Bataafse Republiek. De betreffende gebieden werden door de Bataafse Republiek bestuurd onder de naam Gecedeerde Landen. In paragraaf 10 van de Reichsdeputationshauptschluss van 25 februari 1803 werd Boxmeer als eerste vermeld bij de gebieden die de vorst van Hohenzollern-Sigmaringen heeft afgestaan. Als schadeloosstelling ontving de vorst de heerlijkheid Glatt en drie kloosters.
De Gecedeerde Landen werden op 26 september 1805 toegevoegd aan het departement Bataafs-Brabant van het Bataafs Gemenebest. Na de oprichting van het koninkrijk Holland in 1806 werd bij wet van 13 april 1807 het departement Brabant ingesteld als opvolger van Bataafs-Brabant.
In het Verenigd Koninkrijk der Nederlanden (1815) kwam Boxmeer bij de provincie Noord-Brabant.

## Bestuur
Tot 1797 was Boxmeer een hoge halsheerlijkheid met eigen heren en met een eigen bestuur, met schout, drost tevens scholtis, schepenen, schatbeurder, naburen en een eigen hoge, middelbare en lage rechtspraak. De schepenbank van Boxmeer bestond uit zeven schepenen. Door de heer van Boxmeer werden diverse belastingen, schatting genaamd, geheven. De bok in het wapen van Boxmeer is afgeleid van het sinds 1377 in gebruik zijnde schepenbankzegel met bok.
De heer van Boxmeer bezat bijzondere uiteenlopende rechten in zijn vrije heerlijkheid zoals het tiendrecht, jacht- en visrecht, maalrecht (dwangmolen), collatierecht, recht om bomen langs de wegen te planten, het recht om bastaardgoederen en gevonden voorwerpen in beslag te nemen, het recht op verbeurdverklaarde goederen van een veroordeelde, het marktrecht, het veerrecht aan de Maas, het recht van bede (belasting) en het tolrecht. De heer van Boxmeer was tegelijkertijd soeverein en grondheer over zijn gebied. Hij was op zijn burcht niet leenplichtig.

## De heren en vrouwen van Boxmeer
De heerlijkheid Meer/Boxmeer wisselde door erfopvolging vaak van eigenaar en zes verschillende geslachten beheersten in de periode 1269-1797 de heerlijkheid (Box)Meer.
Boxmeer werd achtereenvolgens bestuurd door de heren en vrouwen uit de geslachten van:
- Buch/Buc/Boc Van Mere (1269-1361)
- Van Culemborg (1361-1472),
- Van Vertaing (1472-1479),
- Van Egmont (1479-1505),
- Van den Bergh (1505-1712),
- Van Hohenzollern-Sigmaringen (1712-1797).

## Kasteel

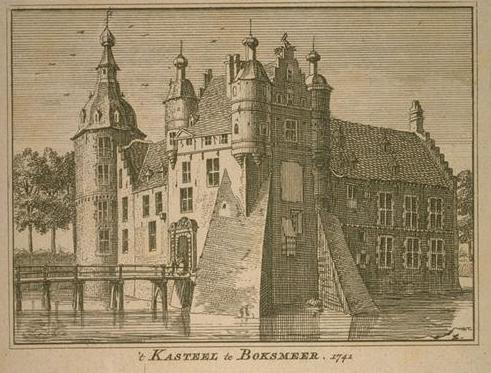
Kasteel Boxmeer rond 1741

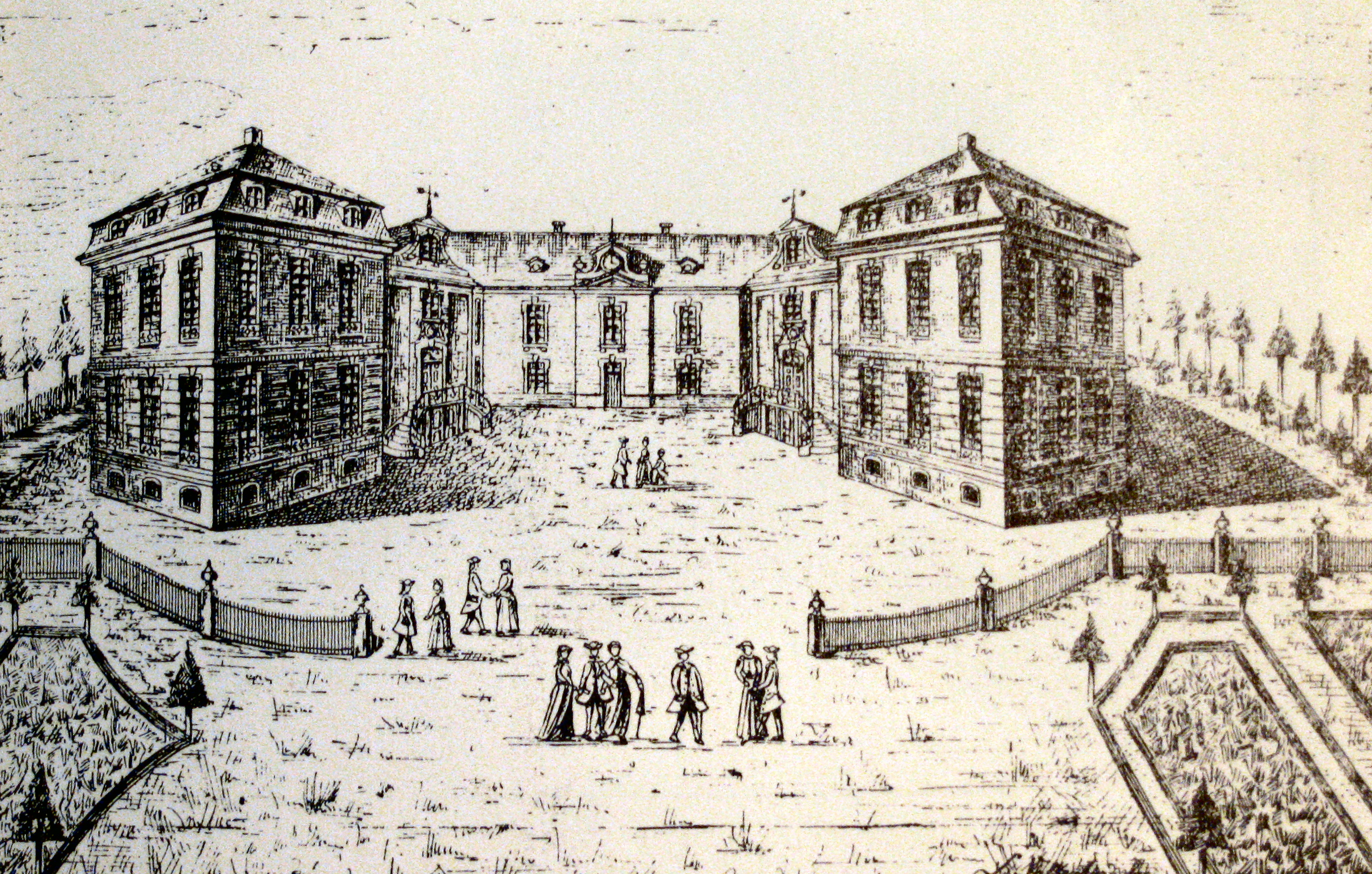
Kasteel Boxmeer na verbouwing in 1786

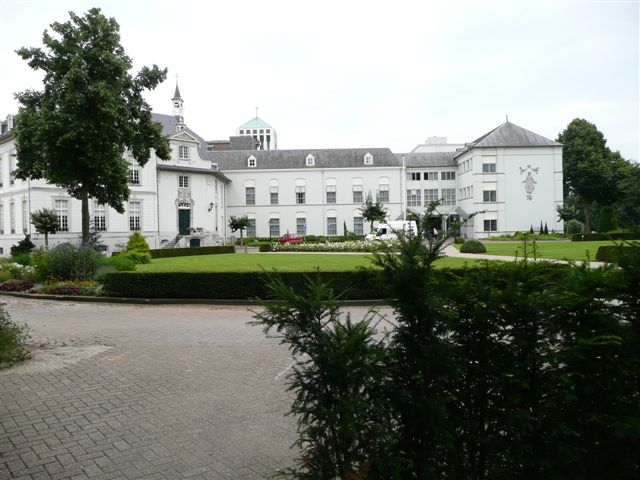
Kasteel Boxmeer in 2008

Het kasteel Boxmeer staat aan een oude Maasarm.
Baserend op de bekende bronnen was er rond 1250 een woonburcht op de plek waar het huidige kasteel staat. Een veronderstelde burchtruïne uit circa 1011 kan niet worden aangetoond. De omvang van de waterburcht van Boxmeer was in het midden van de dertiende eeuw vooral gericht op een optimale verdediging. De kasteeltoren lag aan de Maaszijde en de hoofdingang was gericht op het Noorden. Deze burcht was een vooruitgeschoven militaire post van de graaf van Gelre.
Tolgeschillen leidden ertoe dat de burcht van Boxmeer in 1284/85 werd verwoest, vervolgens weer opgebouwd door de heren Boc van Meer en andermaal verwoest in 1366 en na 1367 door ridder Hubert van Culemborg opgebouwd, bewoond en onderhouden. Tussen 1399 en 1427 werd gewerkt aan de uitbouw van het kasteel ook door Sambekenaren, die daarvoor gunsten ontvingen van Hubert van Culemborg. Bij de Maas werd in de 14e eeuw kasteel Mazenburg gebouwd, dat diende als tolhuis voor de scheepvaart.
Vanaf 1533-1538 werd onder leiding van Floris van Egmont het Kasteel Boxmeer versterkt met een nieuwe wal met bijbehorende rondelen, hoekbastions en borstweringen. Een nieuwe ronde toren werd gezet op de plaats waar de vierkante oude toren stond. Het Kasteel omvatte een vierkant gebouw met een binnenplaats en het kende in die periode een permanente militaire bezetting.
In 1572 werd het kasteel op last van Alva grotendeels afgebroken.  Graaf Willem IV van den Bergh zette vanaf 1579 het herstel van het kasteel in.
In 1590 werd het kasteel ontmanteld. Gravin Anna van den Bergh voerde vanaf 1599 tot 1609 het bewind namens haar broer Frederik en zorgde ervoor dat bij het kasteel een toren werd gebouwd. Graaf Frederik van den Bergh (1559-1618) bemoeide zich daarna intensief met de uitbouw van het kasteel van 1615 tot 1617. Een grote storm van 1629 richtte zware schade aan aan het kasteel.
In 1631/32 werd een bestek ontwikkeld voor het graven van een kanaal van uit de Meer naar de Maas. De plannen waren in 1637 gereed. In 1695 werd gewerkt aan een grote bloementuin die tot 1778 in functie was. Het kasteel geraakte in verval. In 1762 werd een reparatiebestek door het hoog grafelijke huis Bergh opgesteld en een aantal bouwvallen werden verkocht. Dit bestek werd niet uitgevoerd.
Een nieuw plan uit 1778 was de basis dat er vanaf 1782-1784 ingrijpende verbouwingen zijn geweest. Gravin Joanna van den Bergh liet twee vleugels links en rechts aan het middenstuk van het oude 17e-eeuwse restant van het kasteel bouwen. In het ontwerp van de architecten Lijdel en Grimbach was sprake van een paleis-kasteel. Het geheel was symmetrisch van opzet en werd in Lodewijk XVI-stijl opgetrokken. In 1797 werd het Kasteel ingelijfd door de Franse Republiek.
In 1806 kocht jonkheer Leopold van Sasse van IJsselt het kasteel te Boxmeer, dat op 28 september 1853 werd verkocht aan Pieter Keer. Zijn pupil  Catharina Spengler verwierf in 1870 het kasteel met aanhorigheden. De middenbouw en de vleugel richting de Meer gelegen werden wegens ernstige verzakkingen afgebroken.
De erfgename van Keer, Catharina Spengler, verkocht in 1877 het kasteel aan Alphonse Maria Sassen. De noordelijke toegangsweg werd gesloten, de noordelijke hofdijk werd geslecht en langs de kapel van Nepomucenus en via de naar het westen opgerichte brug kon het kasteelterrein betreden worden.
Vanaf 1881 tot 1896 stond het kasteel leeg.
In 1897 werden de zusters van Julie Postel eigenaar van het kasteel.
Het huidige kasteel bestaat uit een 18e-eeuwse vleugel met de 17e-eeuwse ridderzaal en 20e-eeuwse uitbreidingen. De oudste zaal dateert uit 1615-1617 en het plafondwerk uit de ridderzaal van 1686 is in het kasteel behouden.